# مارك كيلي (لاعب كرة قدم بريطاني)
مارك كيلي (بالإنجليزية: Mark Kelly)‏ (27 نوفمبر 1969 في المملكة المتحدة - ) هو لاعب كرة قدم بريطاني في مركز الوسط. شارك مع منتخب جمهورية أيرلندا تحت 20 سنة لكرة القدم ومنتخب جمهورية أيرلندا تحت 21 سنة لكرة القدم ومنتخب جمهورية أيرلندا تحت 23 سنة لكرة القدم ‏ ومنتخب جمهورية أيرلندا لكرة القدم. أما مع النوادي، فقد لعب مع نادي بورتسموث ونادي سليغو روفرز ونادي فارنبوروه ونادي فين هاربز.

## وصلات خارجية
- مارك كيلي على موقع قاعدة بيانات كرة القدم.إي يو (الإنجليزية)